# 首爾特別市廳舍
首爾特別市廳舍（韩语：／）是韓國首尔特别市厅的办公室所在地，内部负责处理首尔特别市各种日常大小的行政事务。

## 歷史
舊廳舍于1925年興建，它在朝鮮日治時期興建，建築具有日本的殖民色彩。位于首尔心脏地带中区的太平路，旁边是首尔地铁1号线和首尔地铁2号线的市厅站，对出则是首尔广场。
2008年3月，新廳舍動工，當中包括多功能廳和文化設施給予公眾使用，新舊廳舍之間有天橋連接，新廳舍於2012年8月27日對外開放，9月1日所有在舊廳舍的政府部門遷入並投入運作，舊廳舍則入列國家文化財產，並改為首爾圖書館。